# India International 2012
Die India International 2012 im Badminton fanden vom 12. bis zum 16. Dezember 2012 in Mumbai statt.

## Sieger und Platzierte
| Disziplin    | Gold                          | Silber                                       | Bronze                                 |
| ------------ | ----------------------------- | -------------------------------------------- | -------------------------------------- |
| Herreneinzel | R. M. V. Gurusaidutt          | Sai Praneeth                                 | Srikanth Kidambi                       |
| Herreneinzel | R. M. V. Gurusaidutt          | Sai Praneeth                                 | Aditya Prakash                         |
| Dameneinzel  | P. C. Thulasi                 | Febby Angguni                                | Tang Wan-yi                            |
| Dameneinzel  | P. C. Thulasi                 | Febby Angguni                                | Kim Hyo-min                            |
| Herrendoppel | Ko Sung-hyun Lee Yong-dae     | Cho Gun-woo Kim Dae-eun                      | Wahyu Nayaka Ade Yusuf                 |
| Herrendoppel | Ko Sung-hyun Lee Yong-dae     | Cho Gun-woo Kim Dae-eun                      | Kang Ji-wook Lee Sang-joon             |
| Damendoppel  | Lee So-hee Shin Seung-chan    | Aparna Balan Siki Reddy                      | Amelia Alicia Anscelly Soong Fie Cho   |
| Damendoppel  | Lee So-hee Shin Seung-chan    | Aparna Balan Siki Reddy                      | Shella Devi Aulia Anggia Shitta Awanda |
| Mixed        | Irfan Fadhilah Weni Anggraini | Alfian Eko Prasetya Gloria Emanuelle Widjaja | Kang Ji-wook Shin Seung-chan           |
| Mixed        | Irfan Fadhilah Weni Anggraini | Alfian Eko Prasetya Gloria Emanuelle Widjaja | Arun Vishnu Aparna Balan               |